# Hibbertiaväxter
Hibbertiaväxter (Dilleniaceae), en växtfamilj med 10 släkten och cirka 300 arter i tropikerna och i tempererade Australien.
Familjen består av fleråriga örter till buskar och träd.